# Dororejo (Doro)
Dororejo is een bestuurslaag in het regentschap Pekalongan van de provincie Midden-Java, Indonesië. Dororejo telt 3721 inwoners (volkstelling 2010).